# Lito Lapid
Manuelito Mercado Lapid, detto Lito (Porac, 25 ottobre 1955), è un politico e attore filippino.
È noto soprattutto per i suoi film d'azione, diventando nel corso degli anni uno dei più famosi interpreti del genere assieme a Fernando Poe Jr., Joseph Estrada, Rudy Fernandez e Ramón Revilla.

## Biografia
Manuelito Mercado Lapid è nato il 25 ottobre 1955 a Porac, Pampanga, quinto dei nove figli di Jose Lapid ed Eleuteria Mercado. Ha frequentato la scuola primaria presso il Porac Central School per continuare al St. Catherine Academy nel 1972. Tuttavia non ha più continuato gli studi per dedicarsi a tempo pieno al cinema.

## Filmografia
- Pagsabog ng Ganti (2013) (Release Date: January 3, 2013)
- Tatlong Baraha (2006)
- Lapu-Lapu (2002)
- Pistolero (2002)
- Eksperto, Ako ang Sasagupa (2001)
- Dugong Aso: Mabuting Kaibigan, Masamang Kaaway (2001)
- Bukas, Babaha ng Dugo (2001)
- Masikip na ang Mundo mo, Labrador (2001)
- Eskort (2000)
- Huwag mong Ubusin ang Bait ko! (2000)
- Pantalon Maong (2000)
- Pasasabugin ko ang Mundo mo (2000)
- Patigasan (2000)
- Fidel Jimenez: Magkasubukan tayo (2000)
- Largado, Ibabalik kita sa Pinanggalingan mo! (1999)
- Ako'y Ibigin mo... Lalaking Matapang (1999)
- Tatapatan ko ang Lakas mo (1999)
- Laruang Buhay (1998)
- Alipin ng aliw (1998)
- Lisensyado (1998)
- Alamid: Ang Alamat (1997)
- Kasangga mo ako sa Huling Laban (1997)
- Tapatan ng Tapang (1996)
- Da Best in da West 2: Da Western Pulis Istori (1996)
- Tolentino (1996)
- Hindi Lahat ng Ahas ay nasa Gubat (1996)
- Tapang sa tapang (1995)
- Escobar: Walang Sasantuhin (1995)
- Gising na... ang higanteng natutulog (1995)
- Hanggang sa Huling Bala (1995)
- Ikaw pa... Eh love kita (1995)
- Macario Durano (1994) (Moviestars Production)
- Geron Olivar (1994)
- Aguinaldo (1993)
- Gascon, Bala ang Katapat Mo (1993)
- Hindi Palulupig (1992)
- Lacson, Batas ng Navotas (1992)
- Dudurugin Kita ng Bala ko (1991)
- Medal of Valor: Lt. Jack Moreno, Habang nasusugatan lalong tumatapang (1991)
- Walang Piring ang Katarungan (1990)
- Karapatan ko ang Pumatay, Kapitan Guti (1990)
- Kahit Singko ay di ko Babayaran ang Buhay Mo (1990)
- Ibabaon Kita Sa Lupa! (1990)
- Sa Katawan Mo, Aagos Ang Dugo (1989)
- Sgt. Melgar (1989)
- Jones Bridge Massacre: Task Force Clavio (1989)
- Tadtarin ng Bala si Madelo (1989)
- Sa Likod ng Kasalanan (1988)
- Barbaro Santo (1988)
- Ex-Army (1988)
- Akyat Bahay Gang (1988)
- Kamagong (1987)
- Cabarlo (1987)
- Maruso: Robinhood ng Angeles City (1987)
- Asong Gubat (1986)
- Bukas ng Sabado Agi Buka sa Sabitan (1986)
- No Return, No Exchange (1986)
- Sa Bawat Hahakbangan, Babaha ng Dugo (1986)
- Abandonado (1985)
- Calapan Jailbreak (1985)
- Hari ng Gatilyo (1985)
- Walang Katapat (1985)
- Ben Tumbling (1985)
- Dugo ng Pistoleros (1982)
- Lukas (1984)
- Julian Vaquero (1984)
- Walang Daigdig, Mga (1984)
- Barakuda Kilabot ng Karagatan (1984)
- Angkan ng sietereales (1984)
- Donato Alakdang Bato (1984)
- Zigomar (1984)
- Bruce the Super Hero (1984)
- The Gunfighter (1983)
- Pedro Tunasan (1983)
- Desperado (1983)
- Isaac... Dugo ni Abraham (1983)
- Aguila Sa Puting Bato (1983)
- Gamu-gamo sa Pugad Lawin (1983)
- Ang Alamat ni Leon Guerrero (1982)
- Bagwis ng lawin (1982)
- Isla sto.Niño (1982)
- Hanggang sa wakas (1982)
- Anak ng Tulisan (1982)
- Wanted: Leon Mercado (1982)
- Abdul Viva Santiago (1982)
- Tatlong Baraha (1981)(80's Version)2
- Ikaw o ako (1981)
- Kambal sa baril (1981)
- Labanang lalaki (1981)
- Gaano kita kamahal (1981)
- Panlaban Dos Por Dos (1981)
- San Basilio (as Julio Valiente)(1981)
- Magkasangga (1981)
- Viva Santiago (1981)
- The Best in the West (1981)
- Geronimo (1981)
- Macho Gigolo (1981)
- Kamaong Asero (1981)
- Brusko (1981)
- Ang Pagbabalik ni Leon Guerrero (1980)
- Kalibre 45 (1980)
- Kastilyong Buhangin (1980)
- Kristo Zapata (1980)
- Barkada (1980)
- Yakapin Mo ako Lalaking Matapang (1980)
- Magnong barumbado (1980)
- Diego Santa Cruz (1980)
- Tres Manos (1980)
- Alyas tiagong lundag (1980)
- Ang Sisiw ay Agila (1979)
- Chopstick Kid (1979)
- Dangerous Fist (1979)
- Ang leon, ang tigre, at ang alamid (1979)
- Back to Back (1979)
- Alas at Reyna (1979)
- Batang Salabusab (1979)
- Death Has No Mercy (1979)
- Tomcat (1979)
- The Jess Lapid Story (1978)
- Kampus (1978)
- Gatilyo 48 (1977)
- Enter the Panther (1976)
- Mrs. Eva Fonda, 16 (1976)